# 阿斯蘭特佩土丘
阿斯蘭特佩土丘（Arslantepe Mound，西臺語：Malidiya、Midduwa；烏拉爾圖語：Melitea）是位於土耳其幼发拉底河上游一条支流Tohma河沿岸的一座古城。早在铜石并用时代，該地就有定居點。在烏魯克時期，該地已出現大型寺庙以及宫殿建筑群。阿斯蘭特佩土丘于2021年7月26日被联合国教科文组织列为世界遗产。